# Listrac-Médoc

Listrac-Médoc este o comună în departamentul Gironde din sud-vestul Franței. În 2009 avea o populație de 2.322 de locuitori.

## Evoluția populației
| An        | 1975  | 1982  | 1990  | 1999  | 2006  | 2009  |
| --------- | ----- | ----- | ----- | ----- | ----- | ----- |
| Populație | 1.319 | 1.521 | 1.821 | 1.854 | 2.115 | 2.322 |